# Wolper Productions
Wolper Productions, teraz znana jako The Wolper Organization, znana również jako David L. Wolper Productions – firma producencka założona w 1958 roku przez producenta Davida L. Wolpera (1928–2010) w celu wyprodukowania nominowanego do Oscara filmu dokumentalnego „The Race for Space”. W lipcu 1988 roku firma podpisała siedmioletni kontrakt na wyłączność z Warner Brothers, z którą firma jest głównie powiązana.